# Бутере
Бутере — город в Западной провинции, Кения. Является административным центром округа Бутере-Мумиас. Население — 12 780 чел. (по оценке 2009 года).
В Бутере расположен центр одноимённых избирательного округа и англиканской епархии.

## География и климат
Город расположен на западе страны, недалеко от границы с Угандой. К югу находится озеро Виктория. Расстояние до столицы страны, Найроби, составляет 310 км. По автодороге расстояние в среднем составляет 373 км.
| Показатель                                                            | Янв. | Фев. | Март | Апр. | Май  | Июнь | Июль | Авг. | Сен. | Окт. | Нояб. | Дек. | Год  |
| --------------------------------------------------------------------- | ---- | ---- | ---- | ---- | ---- | ---- | ---- | ---- | ---- | ---- | ----- | ---- | ---- |
| Средний суточный максимум, °C                                         | 27,0 | 27,7 | 27,5 | 25,8 | 24,8 | 24,1 | 23,3 | 23,7 | 24,8 | 25,1 | 24,9  | 25,7 | 25,4 |
| Средняя температура, °C                                               | 18,8 | 19,5 | 19,8 | 19,3 | 18,7 | 17,9 | 17,4 | 17,5 | 17,9 | 18,3 | 18,1  | 18,1 | 18,4 |
| Средний суточный минимум, °C                                          | 10,5 | 11,4 | 12,0 | 12,9 | 12,6 | 11,7 | 11,6 | 11,3 | 11,0 | 11,5 | 11,3  | 10,5 | 11,5 |
| Норма осадков, мм                                                     | 8    | 13   | 14   | 13   | 17   | 15   | 13   | 14   | 13   | 7    | 5     | 5    | 137  |
| Источник: http://www.yr.no/place/Kenya/Western/Butere/statistics.html |      |      |      |      |      |      |      |      |      |      |       |      |      |

## Экономика и транспорт
Основу экономической жизни составляют сельское хозяйство и торговля, производятся такие продукты, как чай, сахар, кешью, маис и др.
Через Бутере походит железная дорога, соединяющая Кению с Угандой. На июнь 2013 года запланировано окончание строительство трассы Сигалагала-Бутере.

## Известные жители и уроженцы
В городе родились:
- Грейс Огот[англ.] — кенийская писательница, журналистка и политик[7]
- Муди Авори[англ.] — бывший вице-президент Кении
- Мартин Шикуку[англ.] — кенийский политик